# Прапор Казахської РСР
Прапор Казахської РСР — державний символ Казахської РСР. 

## Історія
Конституцією 1937 був затверджений прапор: червоне полотнище із співвідношенням довжини та ширини 2:1 і золотими серпом та молотом у верхньому кутку біля древка, поруч з емблемою зображувався золотом напис «Казахська РСР». 
Назва виконувалася казахською мовою латинськими літерами. Після реформи казахської абетки, 10 листопада 1940 написи на прапорі змінені відповідним чином. 
Новий прапор Казахської РСР затверджений Указом Президії Верховної Ради Казахської РСР від 24 січня 1953. 

## Опис прапора
Він являв собою червоне полотнище із золотими серпом та молотом, а також червоною зіркою, обрамленою золотою облямівкою, в верхньому кутку біля древка; в нижній частині полотнища розташовувалася блакитна горизонтальна смуга, ширина якої дорівнювала 2/9 ширини прапора, а відстань до неї від нижньої кромки прапора — 1/9 ширини прапора. Відношення довжини прапора до ширини — 2:1. 

## Галерея прапорів Казахської РСР

Прапор казахської РСР у 1937-1940
Прапор Казахської РСР у 1940-1953